# Guo Pu
Guo Pu (276 – 324) è stato uno storico, poeta e scrittore cinese.
È conosciuto principalmente come commentatore di testi antichi.
Taoista geomante, fin da giovane ha collezionato storie strane e scritto vari testi. Guo Pu e Han Liu Xin furono i primi commentatori dello Shan Hai Jing, contribuendo a preservare quest'ultimo testo mitologico e religioso.

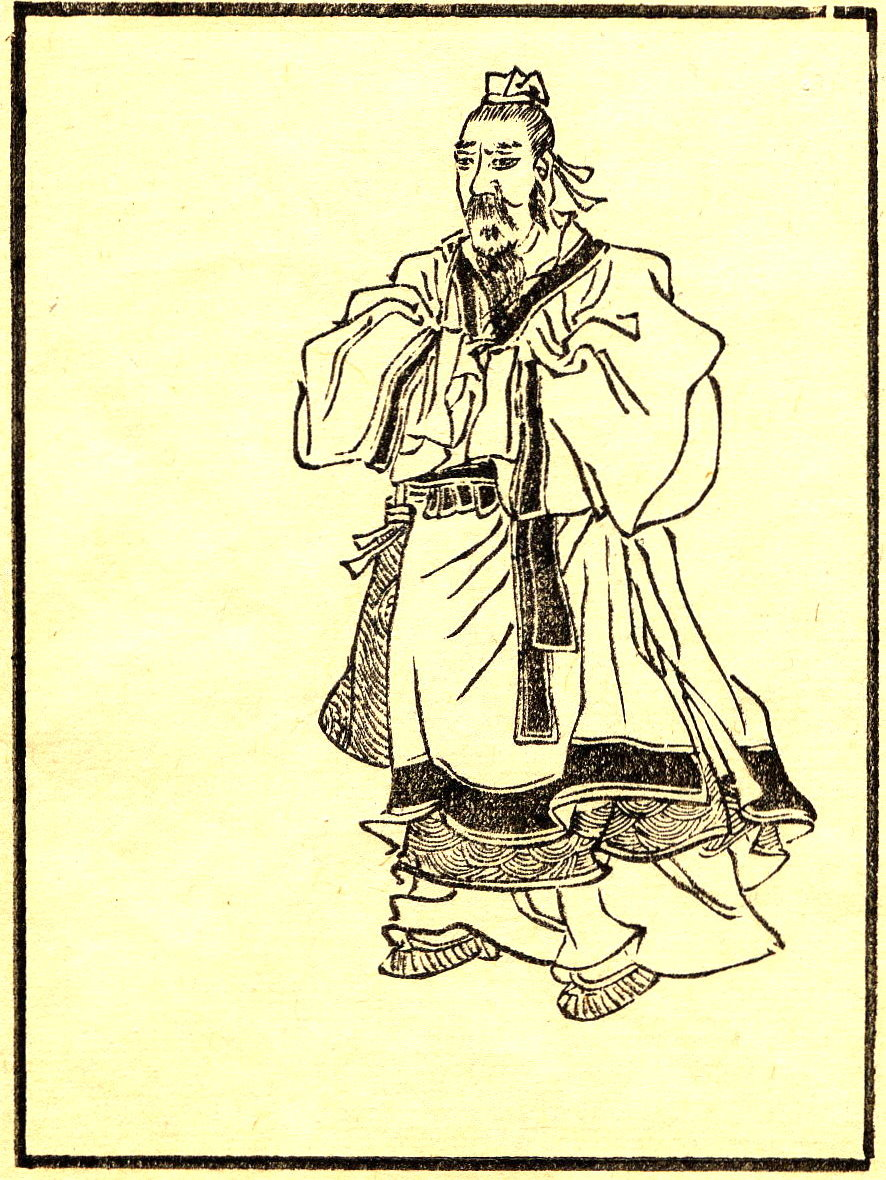
Ritratto che raffigura Guo Pu, storico poeta e scrittore.

## Vita
Nacque nella contea di Wenxi e studiò occultismo e prognostico daoista. Da giovane lavorò come prognostico per vari leader locali interpretando presagi al fine di prevedere il successo o il fallimento di varie attività. Nel 307 d.C. Guo Pu  e la sua famiglia furono costretti a spostarsi a sud del fiume Yangtze a causa dell'invasione degli Xiongnu. Nel corso della sua vita prestò servizio come presagio per capi militari e per il cancelliere Jin. Quando la madre morì nel 322 d.C. Guo Pu si dimise e passò un anno in lutto. Fu poi giustiziato nel 324 d.C. per non aver prodotto un presagio favorevole per il trono Wang.